# Acrílico

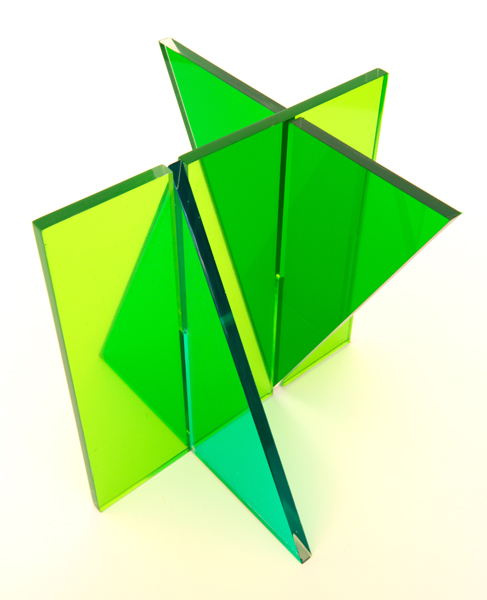
Escultura em acrílico.

O polimetilmetacrilato (em inglês poly(methyl methacrylate)) (PMMA), conhecido popularmente por acrílico,  é um polímero sintético opticamente transparente, de baixo custo e fácil processamento com potencial para diversas aplicações .
O poli(metacrilato de metila) pode ter como nome IUPAC  poli[1-(metoxicarbonil)-1-metil etileno] do ponto de vista do hidrocarboneto ou poli(metil 2-metilpropenoato) do ponto de vista do éster .

## História
O PMMA foi descoberto no início de 1930 pelos químicos britânicos Rowland Hill e John Crawford e teve por sua primeira aplicação pelo químico alemão Otto Rohm em 1934 . A primeira grande aplicação do PMMA ocorreu durante a Segunda Guerra Mundial, quando ele foi usado em janelas, cúpulas de aeronaves e periscópios de submarinos .
Tendo sido um dos primeiros polímeros descobertos, originalmente ele era visto como um substituto do vidro e, hoje, é conhecido em todo mundo por diversos nomes comerciais como Acrílico, Lucite, Oroglas, Perspex e Plexiglas e possui uma ampla gama de aplicações .

## Propriedades
O  poli(metacrilato de metila) é um polímero sintético termoplástico, opticamente transparente, resistente à impactos, leve, resistente à quebra, de fácil processamento, resistente à intempéries e a arranhões , inodoro e insípido . O PMMA tende a ser amorfo, visto que o grupo metila na estrutura do polímero reduz a mobilidade das cadeias e dificulta a cristalização do polímero .
No entanto, a performance mecânica do PMMA amorfo deixa a desejar, visto que suas cadeias, durante a deformação, deslizam irreversivelmente umas sobre as outras, diminuindo as chances de recuperação da forma do mesmo (memória mecânica) .
O PMMA possui temperatura de transição vítrea relativamente alta, entre 100ºC e 120ºC, o que contribui para seu uso como polímero opticamente transparente em altas temperaturas sem deterioração de suas propriedades ópticas e mecânicas . E sua fusão se dá à 130 ºC . Ele possuí ainda boa estabilidade térmica e resiste em temperaturas que variam de -70ºC a 100ºC .
A resistência à tração do PMMA puro é de aproximadamente 70 MPa  e ele possuí um alto Módulo de Young ou módulo de elasticidade com baixo alongamento na ruptura .
O PMMA possui alta transparência óptica na faixa espectral visível, alta homogeneidade óptica e resistência relativamente alta a danos causados por laser, o que faz com que o mesmo seja aplicado em diversos mecanismos de dispersão óptica . Seu índice de refração é de aproximadamente 1,49  com taxa de transmissão de luz (para uma placa fina) de 92,3% .
Outra característica marcante do acrílico é o seu alto grau de biocompatibilidade que faz com que ele tenha diversos usos na biomedicina e na odontologia.
O PMMA apresenta boa resistência a produtos químicos e soluções aquosas, porém tem baixa resistência a hidrocarbonetos clorados e aromáticos, ésteres ou cetonas .
Assim como outros hidrocarbonetos, ele é passível de sofrer combustão, porém, devido à sua natureza termoplástica, sua combustão envolve três etapas: sua decomposição/despolimerização gerando o monômero metacrilato de metila, sua decomposição em moléculas menores, como metano e formaldeído e, por fim, a combustão destas moléculas formando CO2, CO, H2O e energia .
| Nomes                                                                                  | Nomes        |
| -------------------------------------------------------------------------------------- | ------------ |
| Nomes IUPAC: Poli[1-(metoxicarbonil)-1-metil etileno] ou Poli(metil 2-metilpropenoato) |              |
| Nomes comerciais: Acrílico, vidro orgânico, Lucite, Oroglas, Perspex e Plexiglas.      |              |
| Propriedades                                                                           |              |
| Fórmula química                                                                        | (C5O2H8)n    |
| Tf                                                                                     | 130 ºC       |
| Tg                                                                                     | 100 a 120 ºC |
| Índice de refração                                                                     | 1,48 a 1,50  |
| Taxa de transmissão de luz                                                             | 92,3%        |

### Modificação de propriedades
As propriedades do PMMA podem ser alteradas de acordo com o uso desejado. O uso do PMMA misturado com PLLA (poli(L-ácido láctico)), por exemplo, resulta em um material com maior resistência mecânica (até 103 MPa) e melhor memória mecânica, sem prejuízos para a transparência óptica do material .
O uso de corantes no PMMA pode afetar as propriedades reológicas, entre elas a viscosidade, e a resistência ao impacto do polímero devido à reatividade dos grupos amina normalmente presentes nos corantes . Em geral, a presença de corantes pode aumentar a viscosidade do material, o que indica a formação de ligações entre o corante e as cadeias do PMMA diminuído a mobilidade das cadeias .
A temperatura de transição vítrea do PMMA também pode ser alterada pela adição de outros materiais. A adição de  trifluorometano sulfonato de lítio, por exemplo, pode  aumentar em até 40 ºC a temperatura de transição vítrea do PMMA, o que pode gerar uma redução do movimento segmentar das cadeias e contribuir para uma melhor resistência ao calor .
A exposição do PMMA à radiação UV leva a uma redução de sua ductilidade e faz com que o material passe a apresentar comportamento mais frágil e menor tensão de ruptura, o que é reflexo da cisão de cadeias poliméricas e que resulta também na diminuição do peso molecular do material .

## Síntese
O PMMA pode ser obtido a partir do seu monômero, metil metacrilato ou metacrilato de metila . O monômero sofre polimerização usando os métodos comuns de radicais livres e iniciações aniônicas por técnicas de volume, solução, suspensão ou emulsão .
A polimerização ocorre a partir da quebra de duplas ligações entre átomos de carbono que libera radicais livres associados aos carbonos, esses átomos podem então formar novas ligações com outras moléculas (monômeros) produzindo as chamadas cadeias poliméricas . A polimerização normalmente é iniciada por agentes capazes de formar radicais livres e na presença de solventes como peróxidos orgânicos .

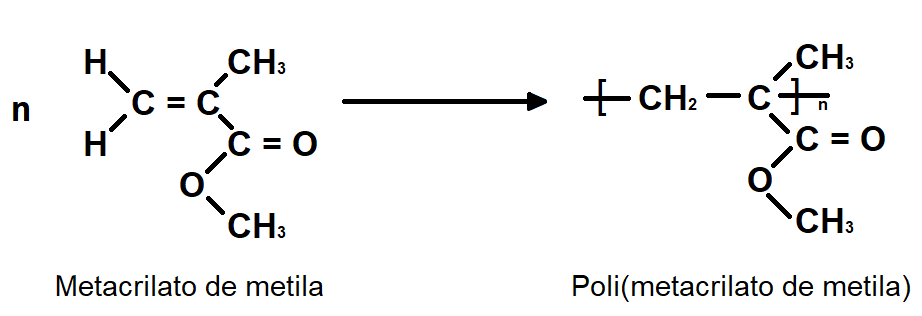
Síntese do PMMA a partir do monômero metacrilato de metila.

O PMMA puro pode ser sintetizado de forma isotática, atática ou sindiotática de acordo com a escolha do iniciador, do solvente e da alimentação do monômero e do controle preciso da reação de polimerização. Em geral, o PMMA comercial é composto pela mistura das três formas táticas a partir de ligações cruzadas .

## Aplicações
Originalmente o PMMA era visto como um substituto do vidro e, ainda hoje, ele é muito utilizado em aplicações de envidraçamento e nas indústrias de construção civil, automotiva e de comunicações ; sendo processado principalmente por moldagem, injeção ou extrusão .
O PMMA é um polímero muito aplicado na fabricação de fibra óptica , lentes ópticas , placas difusoras para ecrãs de cristal líquido (LCDs)  e substratos de discos ópticos . Além de ser utilizado em objetos do dia a dia, enfeites, obras de arte e mobiliário .
O PMMA pode ser utilizado também em separações moleculares como constituinte dos suportes sólidos nos quais são depositadas fases móveis a serem estudadas em técnicas como a cromatografia . A utilização do poli(metacrilato de metila) ocorre também com a finalidade de aumentar a viscosidade e massa de outros polímeros a partir da mistura do PMMA com outros materiais de menor massa molar . Ele vem ganhando ainda espaço na nanotecnologia, por exemplo, na fabricação de chips e eletrodos .

### Usos na medicina e odontologia
o O PMMA também possui aplicações na medicina, principalmente devido a sua biocompatibilidade e boa resistência à corrosão . Por exemplo, grânulos, discos ou filamentos de PMMA podem ser usados como veículo para antibióticos ministrados no tratamento de infecções bacterianas como a osteomielite . O PMMA serve, portanto, como uma material transportador e é capaz de levar altas concentrações de medicamentos à áreas onde a infecção é mais crítica e de difícil acesso .
Ele também pode ser aplicado em cimento ósseo e hidrogéis comumente utilizados como espaçadores e/ou transportadores de fármacos no tratamento de infecções durante cirurgias ortopédicas . O cimento ósseo pode ser utilizado, por exemplo, como um agente de junção na substituição de articulações em cirurgias ortopédicas  ou em cranioplastias .
O poli(metacrilato de metila) pode ser aplicado também na fabricação de lentes de contato, em implantes de esôfago e até mesmo para preenchimento subcutâneo de pequenas áreas do corpo na forma de gel, para correção de lipodistrofias ou correção volumétrica facial e corporal , a Bioplastia.
Estuda-se ainda o uso de PMMA em outras aplicações médicas. Como em membranas poliméricas utilizadas para remover toxinas urêmicas durante procedimentos de hemodiálise e hemodiafiltração .
Devido à sua facilidade de processamento, ajuste preciso, estabilidade química no ambiente oral, custo baixo e baixo peso, o PMMA é o material mais utilizado na fabricação de próteses bucais .
O uso do PMMA na harmonização facial é bastante polêmico. Há relatos do uso de forma indevida no preenchimento facial, o que provocou graves complicações em muitos pacientes que se submeteram a procedimentos com esse produto para tratar rugas, preencher cicatrizes, “bigodes chinês” e aumentar os lábios.
Em uma nota, a Agência Nacional de Vigilância Sanitária (Anvisa) esclareceu sobre indicações do PMMA. A Anvisa considera que o PMMA deve ser utilizado para fins estéticos exclusivamente para tratar o envelhecimento dos tecidos e camadas da pele, restaurando pequenos volumes perdidos com o avanço da idade, e também na correção de rugas.
Em contrapartida, o uso dessa substância é reprovado, tanto pela SBCP – Sociedade Brasileira de Cirurgia Plástica, quanto pela SBD – Sociedade Brasileira de Dermatologia. Os médicos, membros das duas entidades, só aceitam o uso do PMMA somente em casos de preenchimento facial em pessoas com HIV/Aids, acometidas por lipodistrofia em consequência do uso de medicamentos, quando uso da substância é previsto pela Anvisa em portaria de 2009. Mas alertam sobre os riscos.

### Riscos do uso do PMMA
Reações do organismo ao produto ou alergias podem ocorrer; Deformidades podem ser causadas pelo uso incorreto.
Ocorrendo fibrose do produto ou reação alérgica, podem surgir danos permanentes à estética do paciente.
Se aplicado por um profissional não qualificado, há risco da substância ser injetada em um vaso sanguíneo, podendo levar à necrose da pele e até mesmo à morte. Em 2018, com o objetivo de coibir o uso indevido da substância, foi aprovado na Câmara de Deputados, o projeto de lei n° 10.805, proibindo em todo o território nacional a realização de bioplastia de glúteos, exigindo a sua aplicação por profissionais médicos devidamente habilitados e responsabilizando os Conselhos de Medicina, se constatado que tinham ciência do histórico de reclamações e condenações do médico, mas nada fizeram para coibir, tornando-os responsáveis solidariamente por indenizações pelas sequelas oriundas dos procedimentos cirúrgicos, realizados indevidamente.
O PMMA já foi bastante utilizado no passado, tendo como motivação o seu baixo custo. Hoje em dia, com tanta informação, os profissionais habilitados têm optado pelo ácido hialurônico, substância biocompatível, sendo totalmente reabsorvida pelo organismo humano. Mas ainda existem casos do uso da antiga substância, e das  intercorrências após a sua aplicação. Atualmente, os profissionais da harmonização facial contam com a tecnologia para o diagnóstico e a remoção cirúrgica do PMMA. Com o aparelho de Ultrassonografia da face, é possível mapear o rosto, diagnosticar e resolver as intercorrências.

## Comparação com o vidro
O PMMA tem uma transparência óptica muito boa com índice de refração variando entre 1,48 e 1,50 e, consequentemente, com uma a taxa de transmissão de luz cerca de 92,3% para placas finas, contra 91,5% para o vidro, o que faz com que ele muitas vezes seja utilizado como substituto do vidro em diversas aplicações . Além disso, o PMMA pode ser moldado com maior facilidade e é mais resistente ao impacto do que o vidro, porém, é menos resistente a intempéries e mais difícil de ser higienizado.

## Degradação
A degradação térmica do PMMA na ausência de oxigênio tende a ocorrer em temperaturas próximas de 220 ºC por quebra de ligações entre os monômeros constituintes do polímero e quebras de ligações entre carbonos, e tem como principal produto o próprio monômero metacrilato de metila.
Já na presença de oxigênio, o PMMA sofre uma complexa decomposição térmica oxidativa pela reação de seus radicais com o oxigênio, a 260 ºC há a formação de ácidos e ésteres, além do próprio monômero como principal produto da decomposição. Considerando tais dados, o PMMA dificilmente poderia se decompor em temperaturas menores que 200 ºC, o que explica sua boa estabilidade térmica e resistência a intempéries.
O PMMA contendo corantes tende a apresentar menor grau de degradação que o polímero sem corantes, o que indica que o corante gera maior estabilização termomecânica do polímero pela formação de ligações entre o corante e as cadeias do PMMA.

## Impacto ambiental e Reciclagem

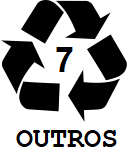
Código de reciclagem utilizado para o PMMA e outros plásticos.

O uso do PMMA está aumentando progressivamente, o que acarretará num maior descarte deste material nas próximas décadas e sua produção gera mais que o dobro de gases do efeito estufa que a produção de outros polímeros, como o polipropileno.
Pensando nisso e visando a redução dos impactos ambientais causados pelo ciclo de vida do PMMA, é possível coletá-lo, separá-lo de outros polímeros e materiais e realizar sua reciclagem mecânica (por picotamento) ou a reciclagem do monômero que o constitui, sendo esta segunda mais eficiente.
No Brasil, o PMMA é identificado, juntamente a outros polímeros com diferentes propriedades, pelo código de número 7 ou "outros" e pode-se utilizar ainda a sigla do polímero abaixo do número.